# Bulgnéville
Ne doit pas être confondu avec Butgnéville.
Bulgnéville est une commune française située dans le département des Vosges, en Lorraine, dans la région administrative Grand Est. Elle a été le chef-lieu d'un canton de 1790 à 2014, au moment où les décrets d'application no 2014-268 du 27 février 2014, portant délimitation des cantons dans le département des Vosges, ont officiellement fait passer l'ensemble des communes du canton de Bulgnéville dans celui de Vittel.
Ses habitants sont appelés les Bulgnévillois.

## Géographie

### Géologie et relief
La commune se compose de 226,79 hectares de territoires artificialisés (16,98 %), 534,91 hectares de territoires agricoles (40,04 %) et 573,93 hectares de forêts et milieux semi-naturels (42,96 %).
Espaces naturels :
Une zone naturelle d'intérêt écologique, faunistique et floristique (Znieff) :  Vôge et Bassigny.

### Voies de communications et transports

#### Voies routières
Bulgnéville est desservie par l’autoroute A31 ; la sortie, no 9, menant aux communes voisines de Contrexéville et de Vittel, intéresse aussi les usagers d’Épinal. Le contournement de la ville a été inauguré le 25 juin 2005, en même temps que la déviation de Contrexéville.

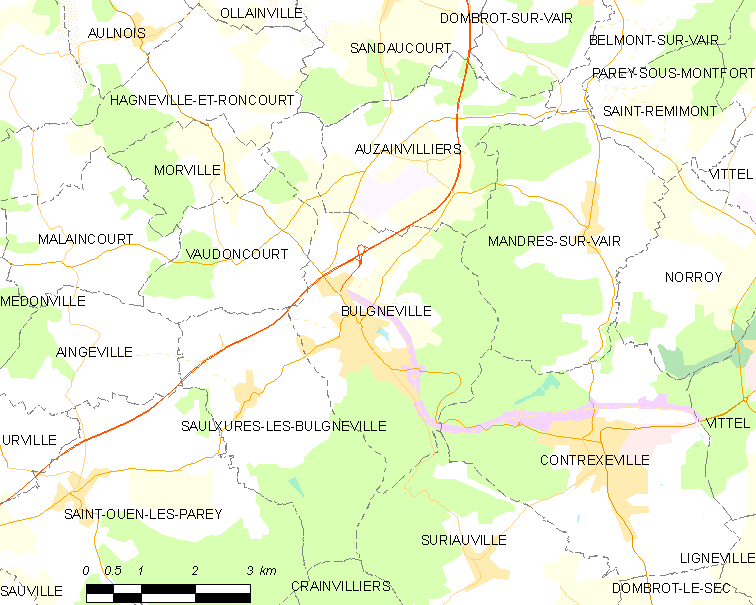
Carte de la commune de Bulgnéville et des proches communes.

#### Transports en commun
- Fluo Grand Est.

#### Lignes SNCF

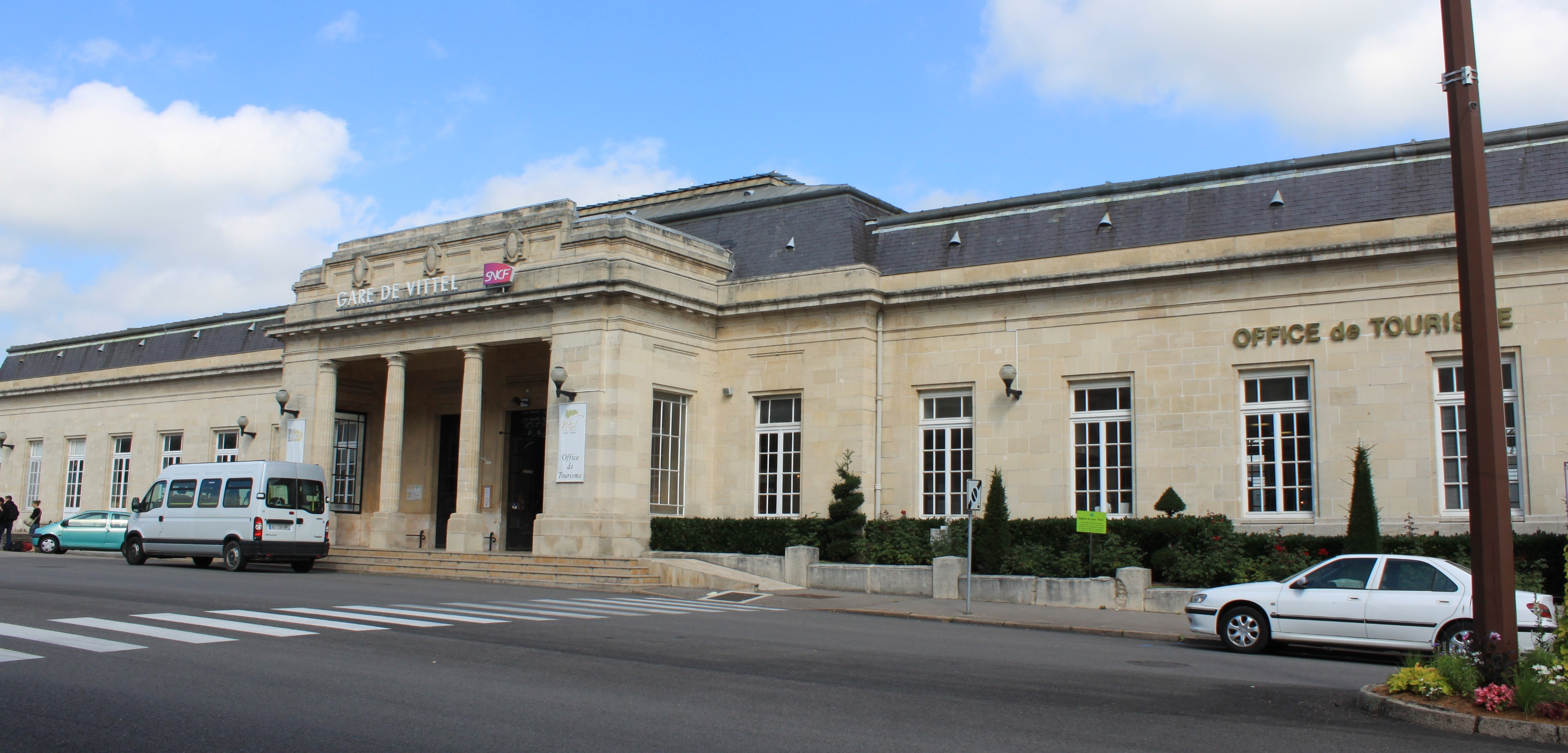
Gare de Vittel.

- Gare de Vittel.
- Gare de Contrexéville.
- Gare de Neufchâteau.

#### Transports aériens
Les aéroports les plus proches sont :
- « Vosges Aéroport » d'Épinal-Mirecourt.
- Aéroport de Nancy-Essey.

### Hydrographie et les eaux souterraines
Hydrogéologie et climatologie : Système d’information pour la gestion des eaux souterraines du bassin Rhin-Meuse :
Territoire communal : Occupation du sol (Corinne Land Cover); Cours d'eau (BD Carthage),
Géologie : Carte géologique; Coupes géologiques et techniques,
 Hydrogéologie : Masses d'eau souterraine; BD Lisa; Cartes piézométriques.

#### Réseau hydrographique
La commune est située dans le bassin versant de la Meuse au sein du bassin Rhin-Meuse. Elle est drainée par le ruisseau de Dreuve, le ruisseau de l'Etang de Bulgneville et le ruisseau du Bois des Fosses,.

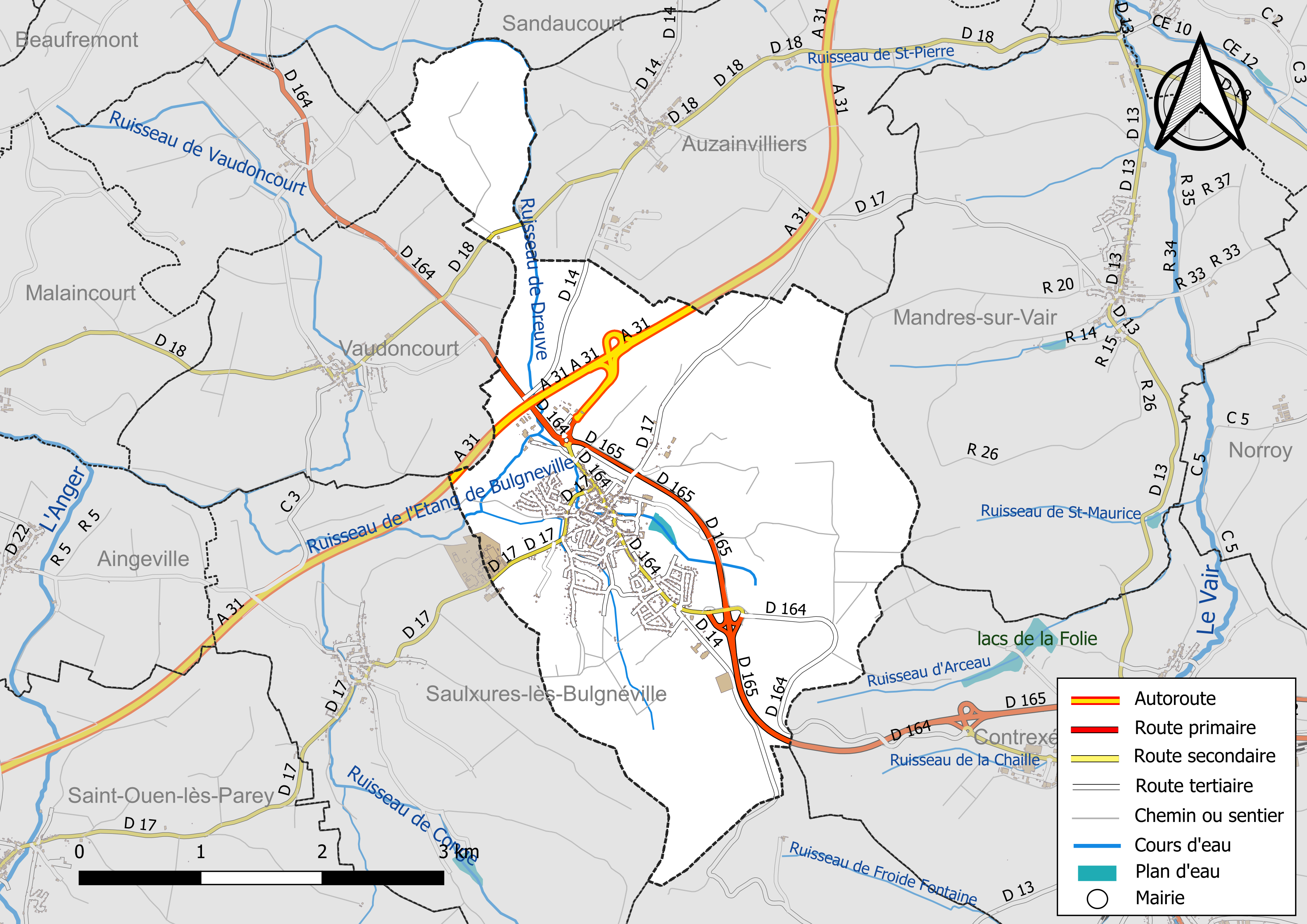
Réseaux hydrographique et routier de Bulgnéville.

#### Gestion et qualité des eaux
Le territoire communal est couvert par le schéma d'aménagement et de gestion des eaux (SAGE) « Nappe des Grès du Trias Inférieur ». Ce document de planification, dont le territoire comprend le périmètre de la zone de répartition des eaux de la nappe des Grès du trias inférieur (GTI), d'une superficie de 1 497 km2,  est en cours d'élaboration. L’objectif poursuivi est de stabiliser les niveaux piézométriques de la nappe des GTI et atteindre l'équilibre entre les prélèvements et la capacité de recharge de la nappe. Il doit être cohérent avec les objectifs de qualité définis dans les SDAGE Rhin-Meuse et Rhône-Méditerranée. La structure porteuse de l'élaboration et de la mise en œuvre est le conseil départemental des Vosges.
La qualité des eaux de baignade et des cours d’eau peut être consultée sur un site dédié géré par les agences de l’eau et l’Agence française pour la biodiversité.

### Climat
Pour des articles plus généraux, voir Climat du Grand Est et Climat des Vosges.
En 2010, le climat de la commune est de type climat de montagne, selon une étude du Centre national de la recherche scientifique s'appuyant sur une série de données couvrant la période 1971-2000. En 2020, Météo-France publie une typologie des climats de la France métropolitaine dans laquelle la commune est exposée à un climat océanique altéré et est dans la région climatique  Lorraine, plateau de Langres, Morvan, caractérisée par un hiver rude (1,5 °C), des vents modérés et des brouillards fréquents en automne et hiver. 
Pour la période 1971-2000, la température annuelle moyenne est de 9,5 °C, avec une amplitude thermique annuelle de 17 °C. Le cumul annuel moyen de précipitations est de 936 mm, avec 12,7 jours de précipitations en janvier et 9,3 jours en juillet. Pour la période 1991-2020, la température moyenne annuelle observée sur la station météorologique de Météo-France la plus proche, « St Ouen-lès-Parey_sapc », sur la commune de Saint-Ouen-lès-Parey à 6 km à vol d'oiseau, est de 10,0 °C et le cumul annuel moyen de précipitations est de 806,8 mm. 
La température maximale relevée sur cette station est de 39,4 °C, atteinte le 25 juillet 2019 ; la température minimale est de −22 °C, atteinte le 20 décembre 2009,,. 
Les paramètres climatiques de la commune ont été estimés pour le milieu du siècle (2041-2070) selon différents scénarios d'émission de gaz à effet de serre à partir des nouvelles projections climatiques de référence DRIAS-2020. Ils sont consultables sur un site dédié publié par Météo-France en novembre 2022.

## Urbanisme

### Typologie
Au 1er janvier 2024, Bulgnéville est catégorisée bourg rural, selon la nouvelle grille communale de densité à sept niveaux définie par l'Insee en 2022.
Elle est située hors unité urbaine. Par ailleurs la commune fait partie de l'aire d'attraction de Vittel - Contrexéville, dont elle est une commune du pôle principal,. Cette aire, qui regroupe 72 communes, est catégorisée dans les aires de moins de 50 000 habitants,.

### Occupation des sols
L'occupation des sols de la commune, telle qu'elle ressort de la base de données européenne d’occupation biophysique des sols Corine Land Cover (CLC), est marquée par l'importance des forêts et milieux semi-naturels (43,2 % en 2018), en diminution par rapport à 1990 (45,5 %). La répartition détaillée en 2018 est la suivante : 
forêts (43,2 %), prairies (25,8 %), terres arables (14 %), zones urbanisées (13,4 %), zones industrielles ou commerciales et réseaux de communication (3,6 %). L'évolution de l’occupation des sols de la commune et de ses infrastructures peut être observée sur les différentes représentations cartographiques du territoire : la carte de Cassini (XVIIIe siècle), la carte d'état-major (1820-1866) et les cartes ou photos aériennes de l'IGN pour la période actuelle (1950 à aujourd'hui).

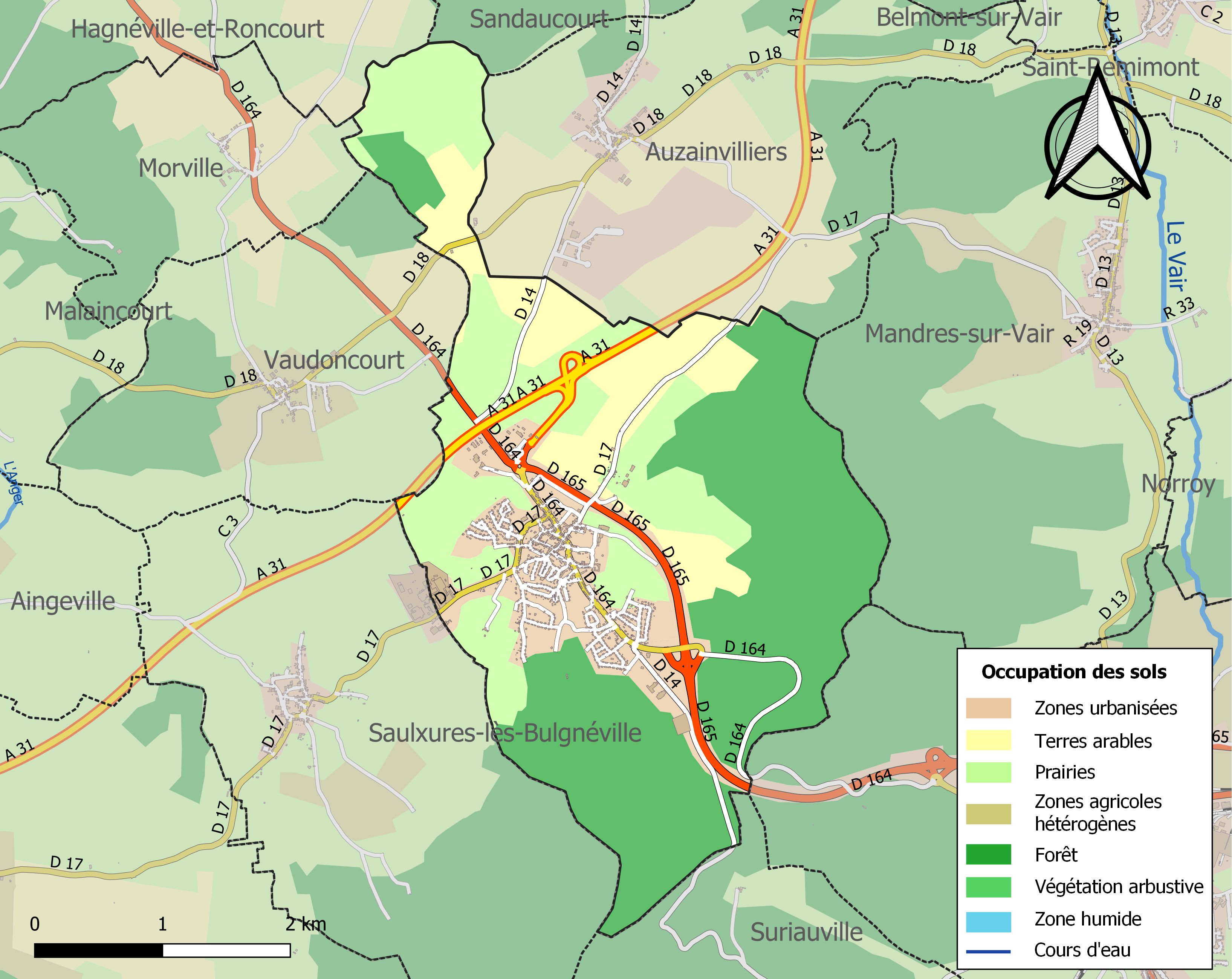
Carte des infrastructures et de l'occupation des sols de la commune en 2018 (CLC).

## Toponymie
Le nom de la localité est attesté sous les formes Capellam Buluuaciville, corr. Buliniaciville (1033) ; Belignievilla (1169) ; Bulinevilla (1196) ; Boloniacivillam (XIIe siècle) ; Bulleneigneville (1255) ; Bullenneigville (1256) ; Buligneigville (1256) ; Beligneiville (1261) ; Beulengneiville (1270) ; Bulygneville, Buligneville (1274) ; Bulligneiville (1280) ; Buligneyville (1288) ; Buleneiville (1295) ; Boleigneiville (vers 1300) ; Boleygnevile (vers 1300) ; Bulgneyvile (1302) ; Beligneville (1303) ; Bouloigneivile (1304) ; Bullegneyville (1319) ; Bulleneville (1321) ; Bulleneiville (1322) ; Builgneville (avant 1346) ; Bailligneville (1361) ; Bullegnevilles (1361) ; Bulligneville (1361) ; Bouligneville (1395) ; Bouglegnyville (1397) ; Hue de Bullegneyville (1426) ; Boulegneville (1431) ; Bulegnieville (1441) ; Bugneville (avant 1466) ; G. de Bourgnainville (XVe siècle) ; Bellemeville en Lorraine (XVe siècle) ; Bulgneville (1504) ; Beullegneville (1562) ; Bullugneville (vers 1600) ; Bulingneuville (XVIIe siècle) ; Bulgnieville (1711).

D'après Pierre-Henri Billy le nom, d'origine gallo-romaine, signifierait « domaine de Bullinius».
Dans les récits du Moyen Âge et jusqu'au XIXe siècle, la ville est également nommée Bulligneville. Au cours du XVIIe siècle, la ville est nommée dans ses archives paroissiales sous le nom de Bulgnévilla.

## Histoire

### Aux origines
La présence d'une installation gallo-romaine est reconnue par sondage de l'Institut national de recherches archéologiques préventives (I.N.R.A.P.) en octobre 2012 à la sortie sud de Bulgnéville, sur le lieu-dit les Longues Royes. D'autres découvertes isolées et plus anciennes, attestent d'une occupation gallo-romaine sur l'étendue du territoire de la commune. Quelques objets de cette période sont visibles au musée de la localité.
Le site de Bulgnéville fut ensuite occupé par les Mérovingiens comme le prouve le cimetière découvert au centre du village au milieu du XIXe siècle. Un inventaire anonyme de la fin du XIXe siècle retrouvé dans les archives municipales fait le descriptif suivant : "en 1859 ou 1860, lors de la démolition d'une maison qui se trouvait près de l'hôpital au centre du bourg, on a trouvé des vases de terre noire et l'emplacement d'un cimetière ou champs de bataille contenant une grande quantité d'ossements humains". Ce paragraphe évoque l'emplacement d'un cimetière mérovingien où il est courant de retrouver des poteries à cuisson réductrice qui se situerait à l'ouest de l'actuel monument aux morts.
La butte sommitale de l'église et l'actuel château devient sans doute entre le Xe et le XIIe siècle le siège d'un château médiéval au sud-ouest duquel se sont développées en contrebas des habitations (basse-cour), devenant le point de départ du village tel que nous le voyons encore aujourd'hui. Placée sur des routes commerciales, Bulgnéville se développe grâce à des foires.

### La bataille de Bulgnéville (1431)

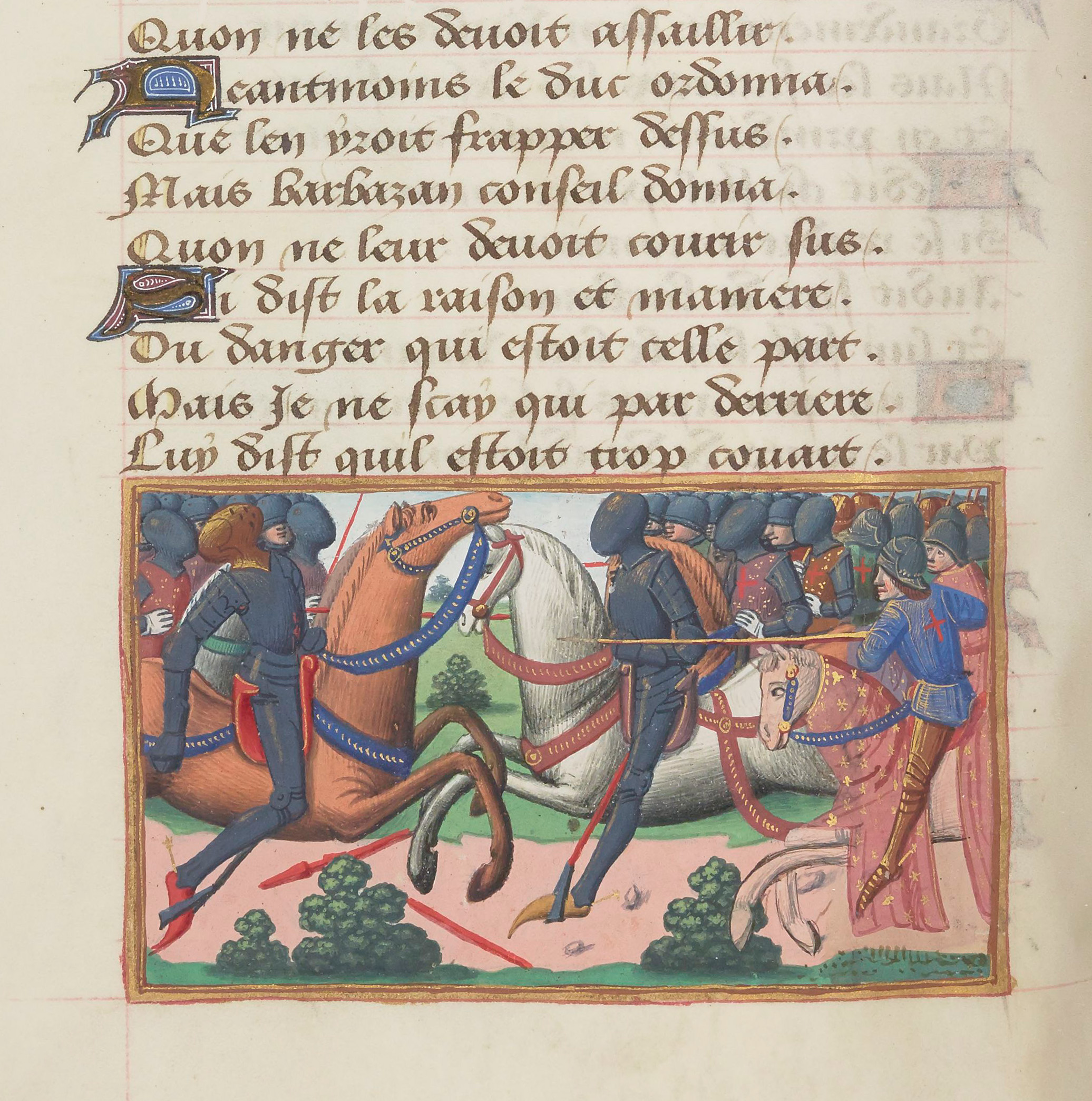
Bataille de Bulgnéville. Miniature issue du manuscrit de Martial d'Auvergne, Les Vigiles de Charles VII, vers 1484, BNF, f.77v.

Pendant l’époque troublée de la guerre de Cent Ans le nom de Bulgnéville prit une consonance dramatique. Le 2 juillet 1431, son territoire fut le théâtre de la bataille de Bulgnéville qui opposa les troupes franco-lorraines du jeune duc René 1er aux Anglo-Bourguignons alliés à Antoine de Vaudémont.
Le conflit a pour origine la succession de Lorraine : le comte de Vaudémont (1416-1458) Antoine renie la politique de son père Ferry (1393-1415) mort à Azincourt et se met au service du roi d’Angleterre. Le duc René-I, successeur de son beau-père Charles-II duc de Lorraine, décédé en 1431, somme son cousin (et rival) Antoine de lui faire hommage et engage les hostilités. Antoine reçoit d’importants secours des Bourguignons et des Anglais. René est aidé par les contingents du roi de France : sous sa bannière marche le fameux et chevaleresque Arnault Guilhem de Barbazan (1360-1431). La chevalerie lorraine se fait battre par l’armée d’Antoine, mieux ordonnée, mieux armée, pourvue d’excellents archers picards et anglais et de couleuvrines. Barbazan, dont on n’a pas suivi les conseils, fut tué au cours de la bataille. René fut lui fait prisonnier et emmené en captivité au palais ducal de Dijon, en la tour qui a conservé le nom de tour de Bar. Les choses s'apaisèrent ultérieurement par le mariage de Yolande d'Anjou, fille de René Ier avec Ferry II (fils d’Antoine) comte de Vaudémont (1458-1470) et dont le fils René II fut comte de Vaudémont, duc de Lorraine et duc de Bar.
La Maison de Lorraine-Vaudémont, descendante par la branche puînée de la Maison d’Alsace (Gérard d’Alsace 1048-1070) a actuellement comme descendance directe par les hommes la Maison de Habsbourg-Lorraine : François III (1708-1765) comte de Vaudémont, duc de Lorraine, duc de Bar, puis grand-duc de Toscane et empereur épouse Marie-Thérèse d’Autriche. Le couple est l'ancêtre de tous les membres de la Maison de Habsbourg-Lorraine actuelle mais aussi, en lignes féminines du roi d'Espagne, du roi des Belges et du grand-duc de Luxembourg ainsi que de toutes les dynasties catholiques.

### L'époque moderne
La guerre de Trente Ans est venue casser l’essor économique du village après le Moyen Âge. Sa forteresse fut démantelée et le village fut traversé par nombre de troupes et de mercenaires jusqu’en 1650.
Siège d’une baronnie depuis plusieurs années, Bulgnéville connut un dynamisme signifiant au XVIIIe siècle. Avec le nouveau château de la famille Des Salles, Bulgnéville devient un centre économique avec ses quatre foires, son marché hebdomadaire, ses nombreux artisans tanneurs, vanniers, potiers… De baronnie, le village devient le centre d’une seigneurie qui est érigée en marquisat en 1708, seigneurie qui compte pas moins de 13 villages.
Un couvent de pères récollets a été fondé par le seigneur du village, Claude Gustave Chrétien Ier des Salles, sur un terrain proche de son château et de l'étang dit le Neuf Étang (dénombrement de 1727) et dont la construction débute au printemps 1710. Le terrain devant accueillir cet établissement religieux est officiellement bénit le 28 juillet 1709 et une croix est symboliquement plantée en présence de l'abbé de Flabémont Jacques-Charles de Brisacier, grand vicaire du diocèse de Toul, de Claude Gustave Chrétien des Salles et de son frère François Ier des Salles, devenu marquis de Bulgnéville depuis 1707 à la suite de la donation entre vifs de Claude Gustave des Salles.
Un modeste hôpital fut fondé par testament de Jean Batin et de sa femme Marguerite Thérèse Robert en date du 15 juillet 1712. Cet établissement occupe d'abord une ferme de la rue Soub-les-Halles (actuellement rue Gustave-Deleris) et accueille ses premiers malades à partir de janvier 1714. Cet hôpital fut entièrement repris à partir de 1779 et terminé en 1784 sous la forme que nous lui connaissons aujourd'hui.
Bulgnéville, qui compte vers 1710 plus de 600 habitants, regroupe au XVIIIe siècle tous les facteurs pour en faire un centre urbain.
Des recherches de charbon ont lieu sur la commune entre 1837 et 1840 et une concession est accordée mais aucune extraction n'a lieu
Chef-lieu de canton de 1 000 habitants après la Révolution, l’agriculture devient une raison économique avec l’industrie laitière qui prend son essor vers 1930.
Le 9 novembre 1944, alors que les Alliés progressent vers l'Est durant la campagne de Lorraine, les Allemands décident d'incendier Bulgnéville en représailles d'une attaque de Forces françaises de l'intérieur (F.F.I). René Linge, alors maire de Bulgnéville et ancien combattant de la Grande Guerre, permet au village et à ses habitants d'échapper à ce destin tragique en se constituant comme otage.

## Politique et administration

### Budget et fiscalité 2023

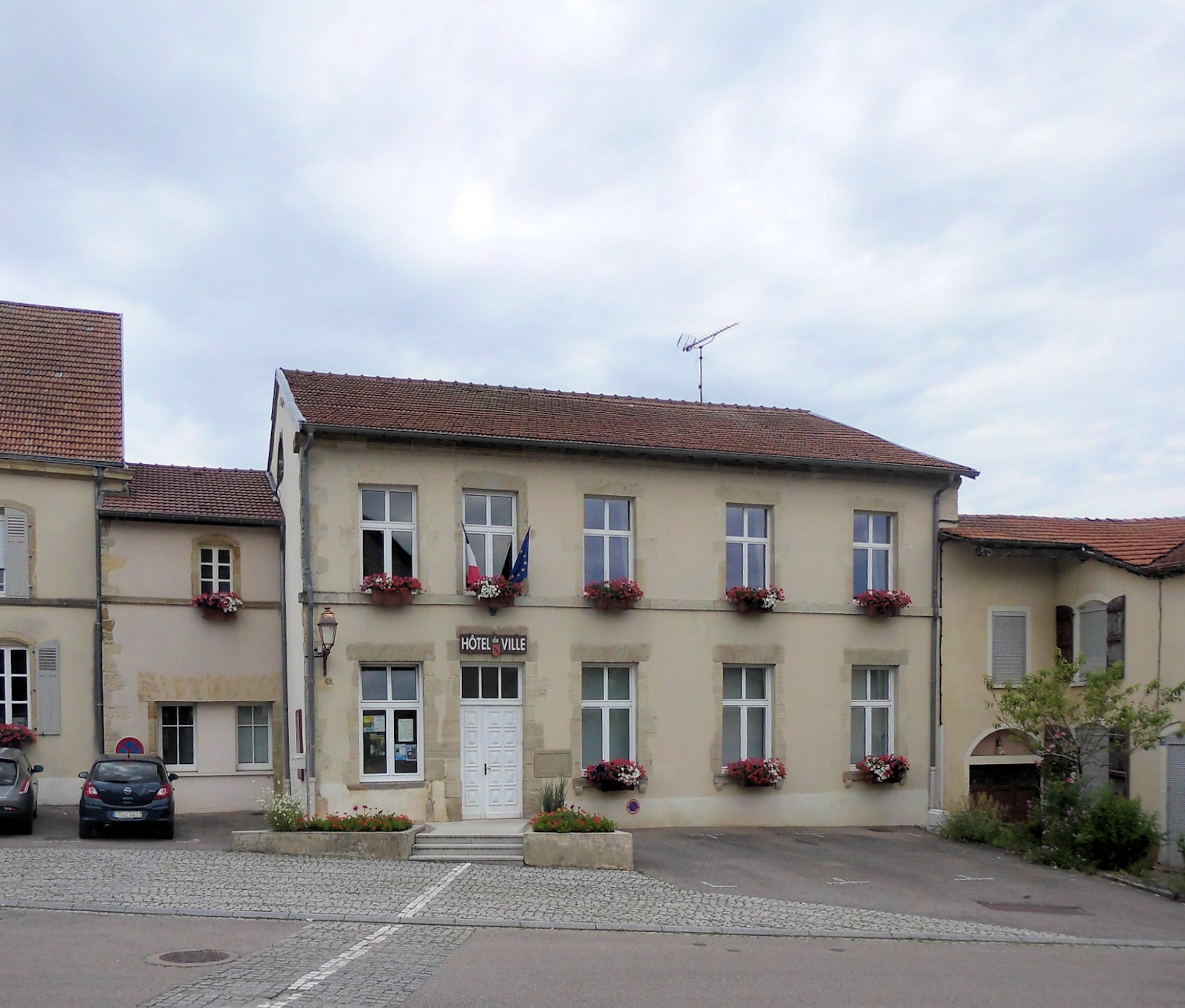
L'hôtel de ville.

En 2023, le budget de la commune était constitué ainsi :
- total des produits de fonctionnement : 2 368 000 €, soit 1 444 € par habitant ;
- total des charges de fonctionnement : 1 330 000 €, soit 811 € par habitant ;
- total des ressources d'investissement : 2 432 000 €, soit 1 483 € par habitant ;
- total des emplois d'investissement : 2 861 000 €, soit 1 744 € par habitant ;
- endettement : 287 000 €, soit 175 € par habitant.

Avec les taux de fiscalité suivants :
- taxe d'habitation : 21,09 % ;
- taxe foncière sur les propriétés bâties : 39,18 % ;
- taxe foncière sur les propriétés non bâties : 32,00 % ;
- taxe additionnelle à la taxe foncière sur les propriétés non bâties : 38,75 % ;
- cotisation foncière des entreprises : 19,40 %.

Chiffres clés Revenus et pauvreté des ménages en 2021 : médiane en 2021 du revenu disponible, par unité de consommation : 23 400 €.

### Liste des maires
| Période                                  | Période                         | Identité               | Étiquette | Qualité |
| ---------------------------------------- | ------------------------------- | ---------------------- | --------- | --- |
| Les données manquantes sont à compléter. |                                 |                        |           | |
| 1820                                     | 1842                            | Joseph Marant          |           | Négociant Conseiller général du canton de Bulgnéville (1833-1842) Ancien député des Vosges (1791-1792) |
| 1882                                     | 1896                            | Alphonse Linge-Farnier |           | Négociant en vins |
| 1912                                     | 1922                            | Léon Linge             |           | Négociant en vins |
| 1933                                     | 1959                            | René Linge             |           | Négociant en vins |
| 1959                                     | 1965                            | Alfred Demangeon       |           | Directeur d’école |
| 1965                                     | 1983                            | Georges Colin          |           | Pépiniériste |
| mars 1983                                | En cours (au 27 septembre 2021) | Christian Franqueville | PS        | Conseiller régional (1988-1992, depuis 2004) Président de la CC de Bulgnéville entre Xaintois et Bassigny (1992-2014) Conseiller général du canton de Bulgnéville (1992-2001) Député (1997-2002, 2012-2017) |

## Population et société

### Démographie

#### Évolution démographique
L'évolution du nombre d'habitants est connue à travers les recensements de la population effectués dans la commune depuis 1793. Pour les communes de moins de 10 000 habitants, une enquête de recensement portant sur toute la population est réalisée tous les cinq ans, les populations de référence des années intermédiaires étant quant à elles estimées par interpolation ou extrapolation. Pour la commune, le premier recensement exhaustif entrant dans le cadre du nouveau dispositif a été réalisé en 2005.

En 2022, la commune comptait 1 523 habitants, en évolution de −0,13 % par rapport à 2016 (Vosges : −2,96 %, France hors Mayotte : +2,11 %).
| 1793 | 1800 | 1806 | 1821 | 1831  | 1836  | 1841  | 1846  | 1856 |
| ---- | ---- | ---- | ---- | ----- | ----- | ----- | ----- | ---- |
| 899  | 955  | 962  | 989  | 1 012 | 1 006 | 1 008 | 1 067 | 993  |

| 1861  | 1866  | 1872  | 1876  | 1881  | 1886  | 1891  | 1896 | 1901 |
| ----- | ----- | ----- | ----- | ----- | ----- | ----- | ---- | ---- |
| 1 024 | 1 065 | 1 108 | 1 127 | 1 130 | 1 055 | 1 027 | 941  | 905  |

| 1906 | 1911 | 1921 | 1926 | 1931 | 1936 | 1946 | 1954 | 1962 |
| ---- | ---- | ---- | ---- | ---- | ---- | ---- | ---- | ---- |
| 866  | 785  | 658  | 590  | 529  | 577  | 615  | 645  | 880  |

| 1968 | 1975  | 1982  | 1990  | 1999  | 2005  | 2006  | 2010  | 2015  |
| ---- | ----- | ----- | ----- | ----- | ----- | ----- | ----- | ----- |
| 995  | 1 128 | 1 220 | 1 260 | 1 286 | 1 284 | 1 300 | 1 436 | 1 517 |

| 2020  | 2022  | - | - | - | - | - | - | - |
| ----- | ----- | - | - | - | - | - | - | - |
| 1 537 | 1 523 | - | - | - | - | - | - | - |

## Économie

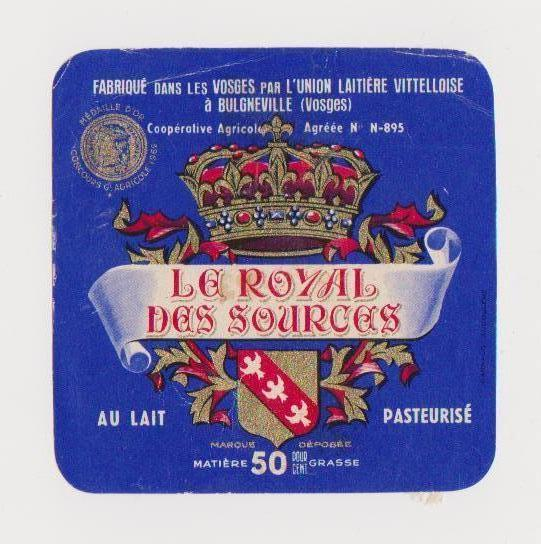
Fromage : Le Royal Des Sources.

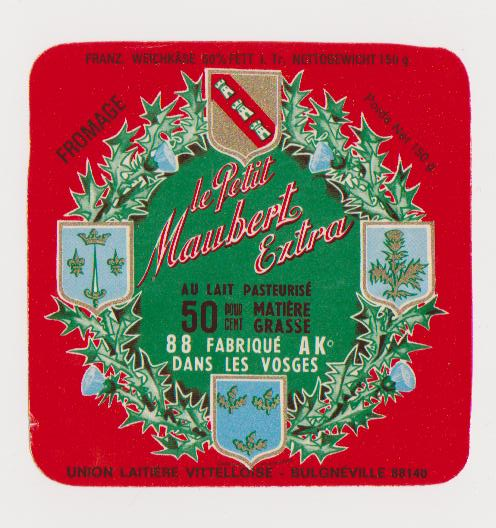
Le-Petit-Maubert-Extra-50.

### Entreprises et commerces

#### Agriculture
- Culture de légumes, de melons, de racines et de tubercules.
- Élevage d'ovins et de caprins.
- Élevage d'autres animaux.
- Exploitation forestière.

#### Tourisme
- Hébergements et restauration à Bulgnéville, Contrexéville, Vittel, Châtenois.

#### Commerces
Le principal employeur local est la fromagerie l'Ermitage.
- Commerces et services de proximité.

## Vie locale

### Enseignement
Établissements d'enseignements :
- Écoles maternelles et primaires à Bulgnéville, Mandres-sur-Vair, Contrexéville, Saint-Ouen-lès-Parey, Saint-Remimont.
- Collèges à Mandres-sur-Vair, Contrexéville, Vittel, Châtenois, Martigny-les-Bains.
- Lycées à Mandres-sur-Vair, Contrexéville, Neufchâteau.

### Santé
Professionnels et établissements de santé :
- Médecins à Bulgnéville, Contrexéville, Vittel.
- Pharmacies à Bulgnéville, Contrexéville, Vittel.
- Hôpitaux à Vittel, Lamarche, Neufchâteau, Mattaincourt.

### Cultes
- Culte catholique, Paroisse Saint-Basle-de-la-Plaine[33], Diocèse de Saint-Dié.

## Culture locale et patrimoine

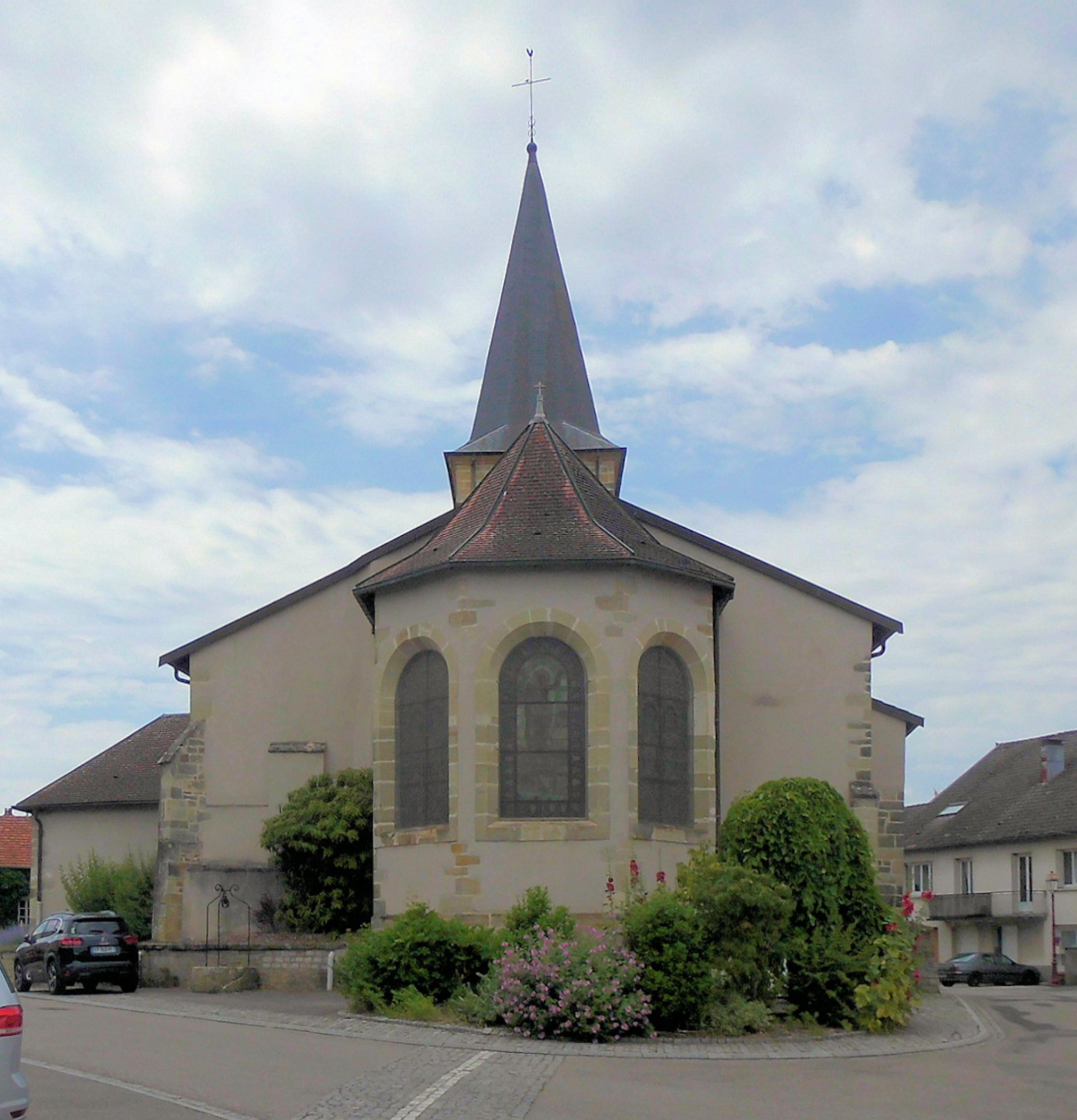
L'église Saints-Pierre-et-Paul à Bulgnéville, côté est.
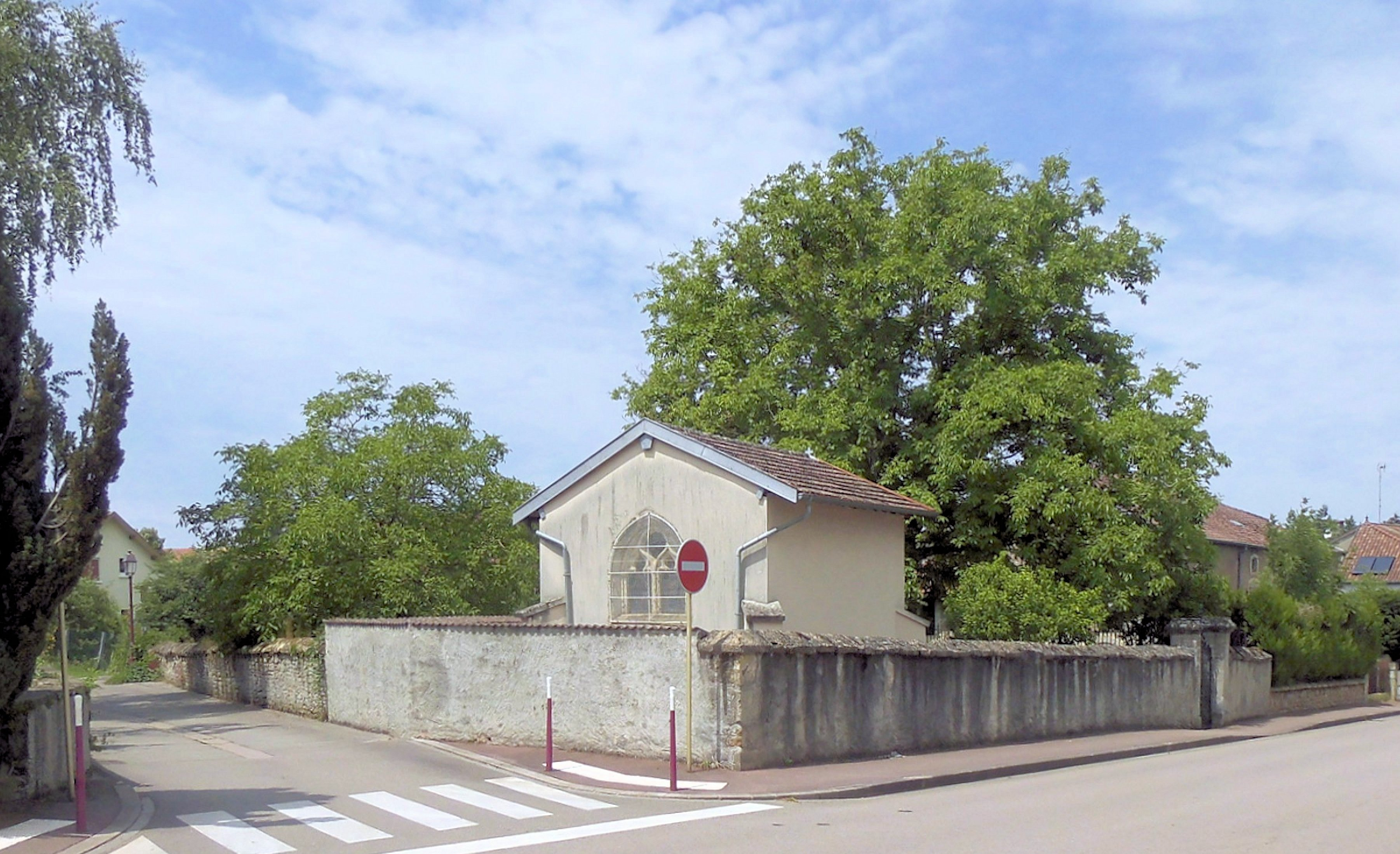
La chapelle Sainte-Anne.
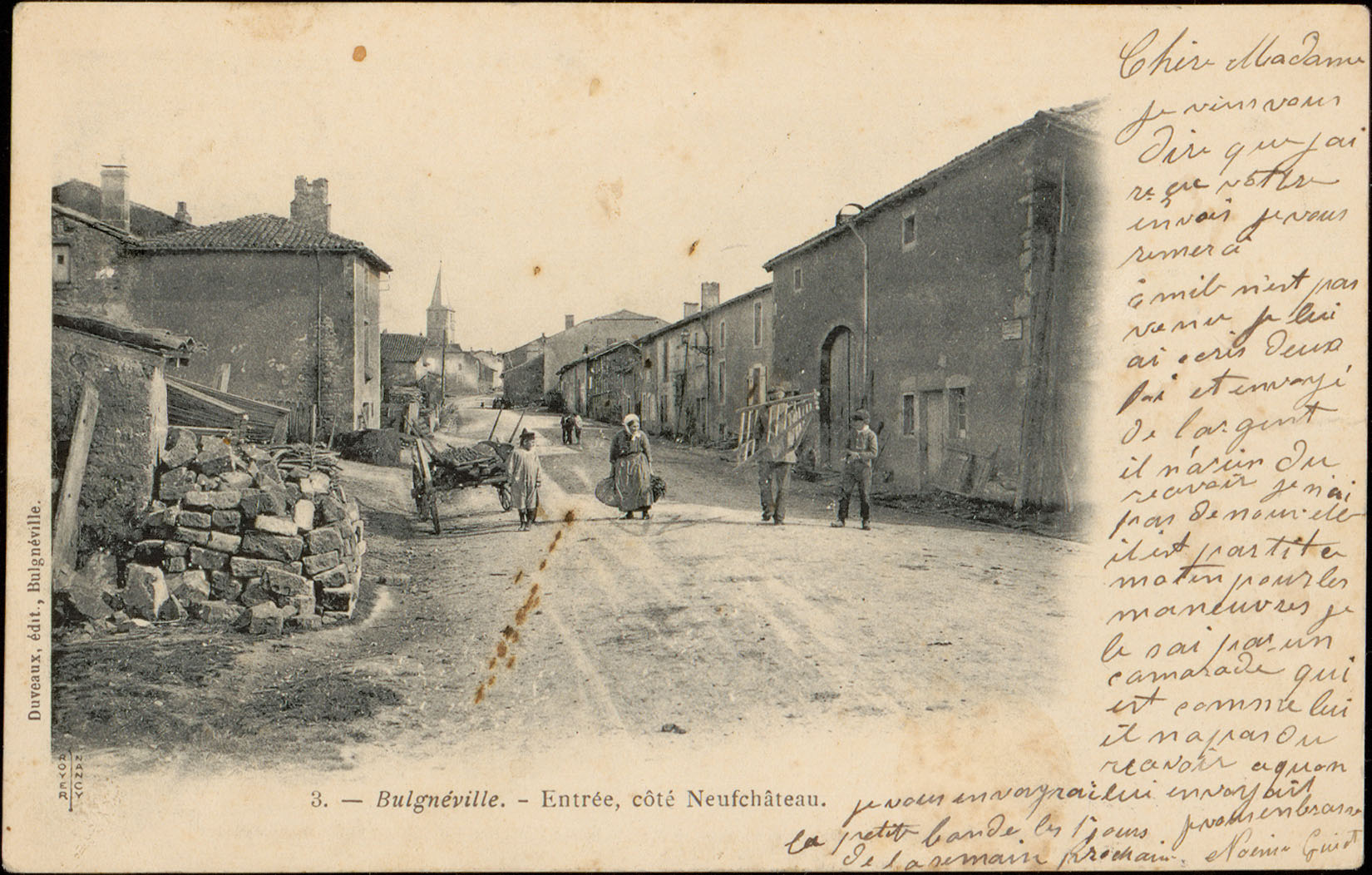
Carte postale représentant l'entrée, côté Neufchâteau, de Bulgnéville, entre 1880 et 1945.
Plan de vestiges miniers de la galerie des années 1940 (Concession de Suriauville, houillères de Contrexéville)(Concession de Suriauville, houillères de Contrexéville).

### Lieux et monuments
- Le lavoir Marant dit du Canal : il s'agit d'une fontaine-lavoir et abreuvoir dite du Canal (en souvenir du canal d'évacuation des eaux de l'étang de récollets qui passe juste derrière) et qui a été décidé en 1811. En effet, depuis 1789, le lavoir de la Grande Eau (aujourd'hui disparu au carrefour de la rue du Fanet et la route de Saulxures) n’a donc pas cessé de perdre de sa capacité en eau. Sous l’Empire, la question du lavoir devient de plus en plus urgente car le 7 mai 1811, le maire Josset ne peut supporter qu’une « commune dont la population se portait à plus de mille âmes »[1] n’ait qu’un seul lavoir. De plus, ce lavoir est « totalement desséchés et ne recevait plus d’eau des sources qui jadis l’alimentait » (Registre de délibérations municipales du 10 mai 1810 au 16 février 1813). Les événements historiques (occupation de 1815, changements de régimes politiques) et économiques n'ont pas permis l'édification du nouveau lavoir avant janvier 1832. En effet, le 2 janvier 1832, sous la mairie de Joseph Marant, est prise la décision d'établir un nouveau lavoir au centre de la commune. Il est terminé en 1835. Il a été entièrement restauré entre 1998 et 1999, les travaux réalisés sous la mairie de M. Christian Franqueville ont été officiellement inaugurés en juin 1999, en présence du maire-honoraire, Georges Colin, descendant de Joseph Marant qui avait inauguré les travaux.
- La fontaine de l'Eau Minérale dite des Curtilles[34] : située à la sortie nord du bourg. Elle doit son nom à une série de guérisons et soulagements de maux de l’appareil digestif (gastrites, défaillances de l’estomac, de l’intestin…) survenues au cours de l’année 1836 grâce à l’eau sortant d’un puits artésien creusé dans le bas de la Grande Rue[1] sont de plus en plus signalés. Ces guérisons parviennent aux oreilles du sous-préfet de Neufchâteau M. Laurent [2] qui, le 29 novembre 1836, signifie au maire de Bulgnéville, Joseph Marant, sa volonté de faire analyser les « eaux de votre fontaine artézienne sur la route de Neufchâteau » et ce « dans l’intérêt de Bulgnéville et de l’humanité […] pour parvenir à l’appréciation exacte de leurs vertus médicales ». Il confie cette mission au docteur Henry Braconnot qui rend son verdict quelques mois plus tard, le 4 juillet 1837. L’analyse de ces eaux montre une grande quantité de minéraux différents dont les plus importants sont le carbonate de chaux (0,130 g/litre) et le carbonate de magnésie (0,155 g/litre). Henri Braconnot signale aussi du carbonate de strontiane, un sel « qui n’a pas été encore été trouvé dans les eaux en France » mais il ne se prononce pas sur les propriétés médicinales de l’eau de Bulgnéville.

Forte de ces données, la commune comprend l’intérêt financier d’un tel trésor de la nature. Le 7 février 1846, le conseil municipal de Charles Jeannoël (maire de décembre 1839 à novembre 1846) décide « d’affermer l’eau minérale qui jaillie du puits artésiens de la Grande Rue, attendu qu’elle est efficace pour la santé » et qu’il existe « plusieurs personnes qui manifestaient l’intention d’en devenir locataire ». Le 8 mars suivant, les conditions de la location de la fontaine de la Grande Rue sont établies sur la base que l’eau sera accessible gratuitement pour les habitants de Bulgnéville. Si des étrangers veulent consommer de l’eau, ils le pourront sur une « saison de vingt et un jours » en payant un maximum de 6 francs, et l’exportation se fera sur la base d’un maximum « de dix centimes le litre ». L’article 3 montre la volonté de monter en puissance vu qu’il est précisé que « si ces eaux étaient classées comme minérales et mises sous la régie de l’ordonnance royale du 18 juin 1832, le preneur aura à sa charge toute la dépense ». Les eaux s’écoulant librement alimenteront les auges pour les animaux et « les voyageurs seront également libres d’y boire en passant ». En septembre 1846, le premier adjudicataire n’est autre que l’industriel récemment installé, Charles Constantin Gheerbrant, le propriétaire de la filature des Récollets moyennant la somme de 120 f. et ce pour une durée de six ans.
Pour donner du cachet à cette source, la commune décide l’aménagement de tout un ensemble comprenant bassin, auges, bornes, pavés et clôture en septembre 1848, travaux adjugés à Nicolas Gouget, entrepreneur et Étienne Liégeois tailleur de pierre, tous deux originaires de Bulgnéville, le 30 décembre 1848. Ces travaux importants se montant à plus de 1300 f., sont terminés le 1er février 1849. Le griffon de la source est orné d’un bassin en calcaire de Marey à la facture soignée encore visible aujourd’hui.
Convaincue de tenir avec cette fontaine, une station thermale à venir, la commune décide de faire reconnaître d'utilité publique la source et lui faire bénéficier d'un périmètre de protection, le 12 avril 1857. Seulement, le 13 mars 1858, l’ingénieur des mines du bureau de Strasbourg rend un rapport de sept pages et ses conclusions sont sans appel : « je pense qu’il n’y a aucun motif sérieux pour admettre cette double demande (déclaration d'intérêt public et périmètre de protection), qu’il y aurait au contraire de graves inconvénients à y faire droit » (Archives départementales des Vosges : 5 M 576).
N'y voyant aucun réel bénéfice pour la santé des buveurs, l'ingénieur des mines rejette l'ensemble des demandes de la commune et la fontaine retombe dans l'anonymat. Aujourd'hui, la source de cette fontaine s'est perdue et l'eau n'y coule plus. À une date indéterminée, cette fontaine a pris le nom de fontaine des Curtilles. Son bassin et son griffon sont devenus le logo du syndicat d'initiative de la commune puis de l'association qui lui a succédé en 2015, Bul'Animation Tourisme.
[1] Actuelle rue François-de-Neufchâteau.
[2] Contrairement à ce qu’affirme Charles Alexis Pommier, la volonté d’analyser ces eaux viendrait de l’autorité préfectorale et non municipale (cf. SALVINI Gilou « Les premières analyses des eaux minérales de Vittel, de Lignéville et Bulgnéville » in GUNDERIC no 93-94 mai-août 2012, p. 757-758 et p. 767).
- Église Saint-Pierre-et-Saint-Paul (XIIe siècle au XVIIIe siècle ) intégrant une chapelle castrale du XIVe siècle[35].

L'église a été au trois quarts reprise entre 1785 et 1789 (construction d'un chœur à cinq pans, rallongement de la nef vers l'ouest, construction d'une tour porche).
En 1791, une partie du plafond de la nef a été rehaussée pour accueillir l'orgue,, provenant de l'ancien couvent des frères récollets de Bulgnéville,.

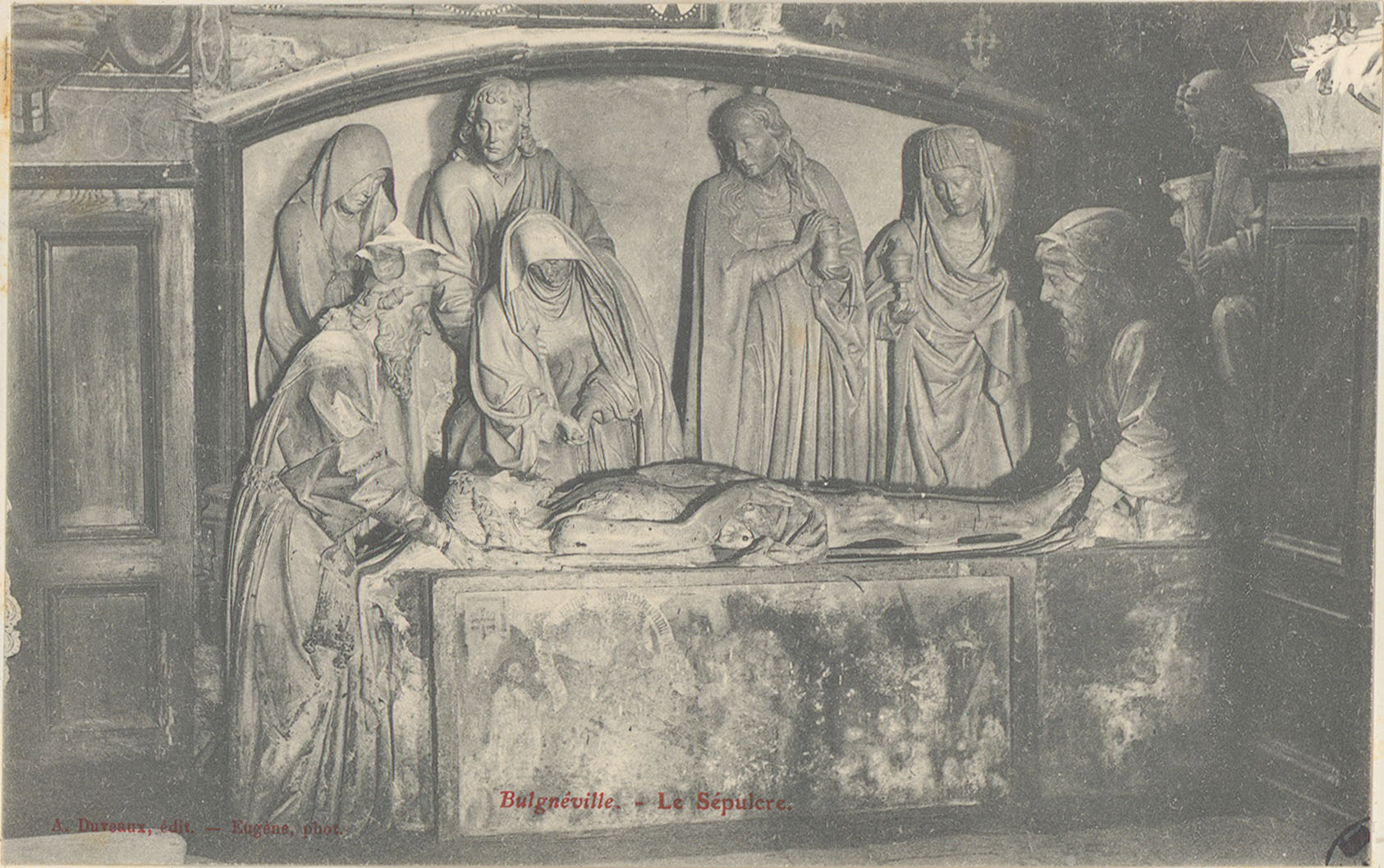
Ancienne carte postale du Sépulcre de Bulgnéville

La chapelle dite improprement castrale (la chapelle du seigneur est devenue la sacristie en 1789) s'appelait au XVIIIe siècle la chapelle Saint-Sébastien dite du Sépulcre (cf. pouillé des chapelles du diocèse de Toul, 1705) contient plusieurs statues ou ensembles monumentaux impressionnants : le Sépulcre ou Mise au Tombeau datant de la fin du XVe / début XVIe siècle, la Légende des Trois Marie (XVIe siècle) ou des Trois Maris (c'est selon) et le Christ-aux-Liens (XVIIIe siècle) qui se trouvait à l'entrée de la chapelle de l'ancien hôpital, les quatre évangélistes sont représentés sous la forme de leurs symboles aux retombées des voûtes de la chapelle.
- Ancien couvent de récollets dont il ne reste que la partie centrale et l'aile sud, l'église ayant été démolie à la fin du XVIIIe siècle. À l'intérieur, l'aile sud contient un magnifique escalier en chêne massif datant du premier tiers du XVIIIe siècle[54].

- Chapelle Sainte-Anne. Située à la sortie sud du village, la clef de voûte porte la date de 1599. Elle est aujourd'hui une propriété privée depuis qu'elle fut achetée par la famille Aymé, le 20 juin 1895 sur la commune. Elle était jusqu'en 1828 entourée du cimetière paroissial depuis la fermeture en 1785 du cimetière qui entourait l'église pour cause d'agrandissement de l'église.
- Lac des Récollets (étang de pêche). Cet étang faisait partie des cinq étangs situés sur le finage de Bulgnéville. Il est plus ancien que le couvent des récollets duquel il a pris le nom au cours du XVIIIe siècle répandant l'idée fausse qu'il avait été creusé par les religieux. L'étang est déjà signalé dans les dénombrements seigneuriaux de la fin du XVIIe siècle comme "le neuf étang". Il est alimenté par les ruisseaux venant du bois notamment la source de la fontaine des Epousés. Il était précédé d'une carpière qui fut comblée au XIXe siècle. Le fait que sa digue soit devenue un chemin vers le nouveau cimetière établi en 1828 et le déversoir alimentant un canal (aujourd'hui recouvert) qui traverse le village a sans doute permis sa conservation contrairement aux quatre autres rapidement asséchés (XIXe siècle) pour devenir des pâtures sauf l'étang du bois dont l'impressionnante digue est encore visible en contrebas de la fontaine Finette dans la forêt du Fanet, sur le cours du ruisseau du Bas des Fossés.
- Ancien hôpital du XVIIIe siècle (1772 - 1783)[55]. L'imposante bâtisse est surtout aujourd'hui un ensemble locatif. La chapelle, malheureusement transformée en salle paroissiale à la fin des années 1970, est située à l'arrière du bâtiment, elle comporte une série de quatre verrières datant de 1867 et un confessionnal du XVIIIe siècle. Y était accolée la grange de l'hôpital aujourd'hui démolie. Le bâtiment est toujours surmonté de son clocher avec sa cloche de 1805. Les jardins sont hélas à l'état d'abandon en attendant qu'un ensemble paysager original invitant à la promenade y soit aménagé.
- Espaces verts. Ville fleurie : trois fleurs attribuée par le Conseil National des Villes et Villages Fleuris de France au Concours des villes et villages fleuris.
- Borne du "Serment de Koufra"[56].

### Personnalités liées à la commune
- Joseph Marant (1755-1833) : homme politique, agronome et commerçant, député de la Législative (1791-1792), conseiller général du canton de Bulgnéville, maire de Bulgnéville.
- Antoine Jacques de Chamon (1767-1851), évêque de Saint-Claude.
- Paul Grandjean (1820-1890), conservateur des eaux et forêts[57].
- Alfred Olry, né le 22 avril 1847 à Bulgnéville, mort le 18 avril 1913 dans le 9e arrondissement de Paris : ingénieur du corps des mines, professeur puis directeur à l'Institut industriel du Nord (École centrale de Lille. Renommé pour l'analyse de la sûreté de fonctionnement des machines à vapeur, il a également publié plusieurs études concernant le bassin minier du Nord-Pas-de-Calais.
- Ferréol Thomassin (1851-1929), ecclésiastique[58].
- Adrien Désiré Étienne (1885-1961), connu comme illustrateur sous le pseudonyme de Drian.
- Solveig Dommartin (1961-2007), actrice et réalisatrice, a passé son enfance dans la localité. Elle y est enterrée.
- Médaillés de Sainte-Hélène[59].

### Héraldique
| Blason | Blasonnement : D'or à trois pals de gueules au bâton d'azur péri en bande brochant sur le tout. Commentaires : Ce sont les armes de la maison de Bulgnéville, selon Cayon. Pour sa part, Callot dit : à la bande engrelée d'azur. Cette famille de l'ancienne chevalerie se serait probablement éteinte au XVe siècle. |

## Pour approfondir